# Campeonato Europeu de Voleibol Masculino Sub-20
O Campeonato Europeu de Voleibol Masculino Sub-20 é uma competição organizada pela Confederação Europeia de Voleibol (CEV) que reúne a cada 2 anos as seleções de voleibol juvenis da Europa, reservada a jogadores com idade inferior a 20 anos. Sua primeira edição foi em 1966 e teve como campeã a extinta União Soviética.

## Quadro geral
| Ordem | País              | Medalha de ouro | Medalha de prata | Medalha de bronze | Total |
| ----- | ----------------- | --------------- | ---------------- | ----------------- | ----- |
| 1     | Rússia            | 20              | 0                | 4                 | 24    |
| 2     | Itália            | 4               | 5                | 3                 | 12    |
| 3     | França            | 2               | 4                | 2                 | 8     |
| 4     | Polônia           | 2               | 3                | 2                 | 7     |
| 5     | Bulgária          | 1               | 6                | 3                 | 10    |
| 6     | Chéquia           | 0               | 3                | 2                 | 5     |
| 7     | Alemanha          | 0               | 2                | 4                 | 6     |
| 8     | Espanha           | 0               | 2                | 0                 | 2     |
| 9     | Romênia           | 0               | 1                | 1                 | 2     |
| 10    | Países Baixos     | 0               | 1                | 0                 | 1     |
| 10    | Ucrânia           | 0               | 1                | 0                 | 1     |
| 11    | Alemanha Oriental | 0               | 0                | 3                 | 3     |
| 11    | Bélgica           | 0               | 0                | 3                 | 3     |
| 12    | Sérvia            | 0               | 0                | 1                 | 1     |